# Устоноги
Устоноги (Stomatopoda), още стоматоподи или скариди богомолка (на латински: mantis – „богомолка“), са разред месоядни морски ракообразни (Crustacea), разклоняващи се от други представители на класа Malacostraca преди около 340 милиона години.

## Описание
Тези скариди обикновено растат до около 10 см на дължина, докато някои могат да достигнат до 38 см. Карапакса на mantis shrimp (твърдата, дебела черупка, която покрива представителите на ракообразни и някои други видове) покрива само задната част на главата и първите четири сегмента на гръдния кош. Видовете варират в цвят от кафяви до ярки цветове, като са известни повече от 450 вида. Те са сред най-важните хищници в много плитки, тропически и субтропични морски местообитания. Въпреки това, въпреки че са често срещани, те са слабо изучени, тъй като много видове прекарват по-голямата част от живота си скрити в дупки.
Наричани от древните асирийци „морски скакалци“, „убийци на скариди“ в Австралия, а сега понякога наричани „разцепващи палеца“ (поради способността на животното да нанася болезнени рани, ако се борави с тях непредпазливо) скаридите mantis shrimp имат мощни raptorials (модификации на предния крак на членестоноги), които използват за атака и убиване на плячка или чрез пронизване, зашеметяване или разчленяване. Някои видове имат специализирани калцифицирани „бухалки“, които могат да нанасят удар с голяма сила, докато други имат остри предни крайници, използвани за залавяне на плячката (оттук и терминът в общото му име на латински: mantis – „богомолка“).

## Кулинарна употреба
В японската кухня видът Oratosquilla oratoria (на корейски: 蛄), се яде варен като топинг за суши и понякога суров като сашими.
Скаридите mantis shrimp са изобилни по крайбрежието на Виетнам (bề bề, tôm tít, bàn chải). Скаридите могат да бъдат приготвени на пара, варени, скара или изсушени, с черен пипер, сол и лайм, рибен сос и тамаринд или копър.
В кантонската кухня скаридите mantis shrimp са известни като „пикаещи скариди“ (китайски: 瀨 尿 蝦; пинин: lài niào xiā; Jyutping: laaih niu hā) поради тяхната склонност да изстрелват струя вода, когато се вдигнат. След готвене плътта им е по-близка до тази на омарите, отколкото на скаридите, и подобно на омарите, черупките им са доста твърди и изискват известен натиск, за да се напукат. Обикновено те се пържат дълбоко с чесън и люти чушки.
В средиземноморските страни скаридите mantis shrimp е често срещана морска храна, особено по Адриатическото крайбрежие (canocchia) и Кадиския залив (galera).
Във Филипините скаридите mantis shrimp е известна като tatampal, hipong-dapa, pitik-pitik или alupihang-dagat и се приготвя и яде като всяка друга скарида.
На Хаваите някои скариди mantis shrimp са станали необичайно големи в замърсената вода на канала Grand Ala Wai в Уайкики. Опасностите, които обикновено се свързват с консумацията на морски дарове, уловени в замърсени води, са присъщи на тези скариди mantis shrimp.